# Ikebukuro
Ikebukuro (池袋 (Trì Đại) Ikebukuro) là một khu thương mại và giải trí ở Toshima, Tokyo, Nhật Bản. Văn phòng phường Toshima, trạm Ikebukuro, và một số cửa hàng, nhà hàng và cửa hàng bách hóa khổng lồ nằm trong giới hạn thành phố.

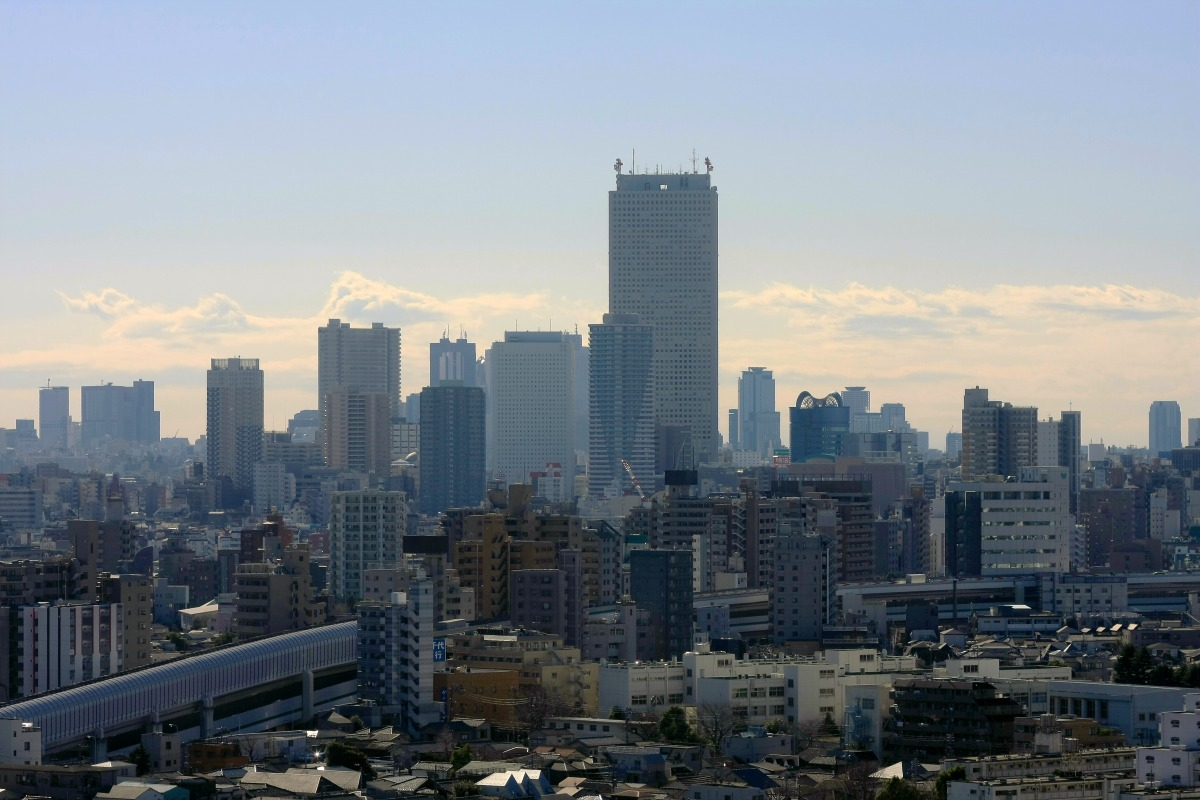
Các nhà chọc trời ở Ikebukuro

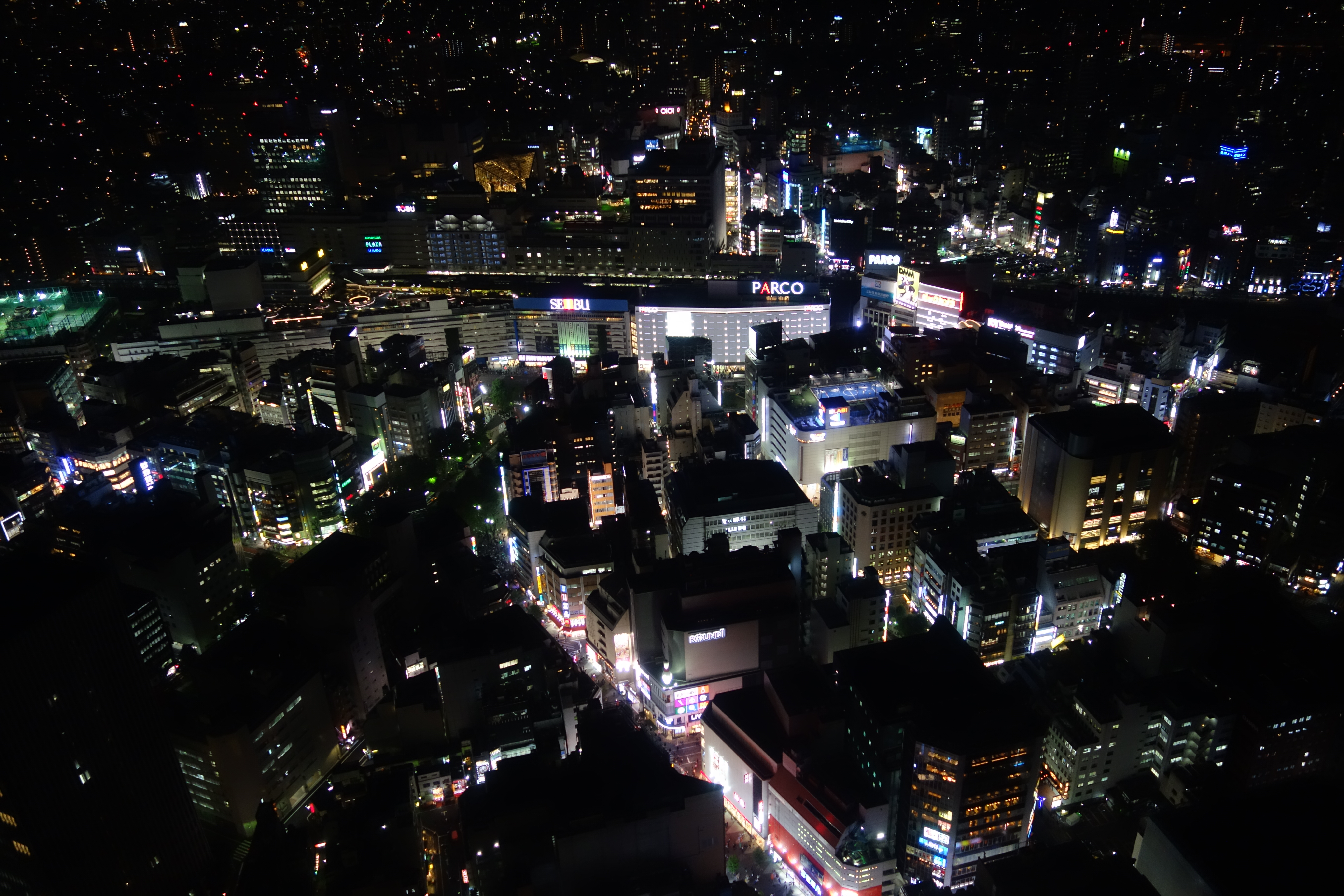
Ga Ikebukuro được thấy từ tòa nhà Sunshine 60

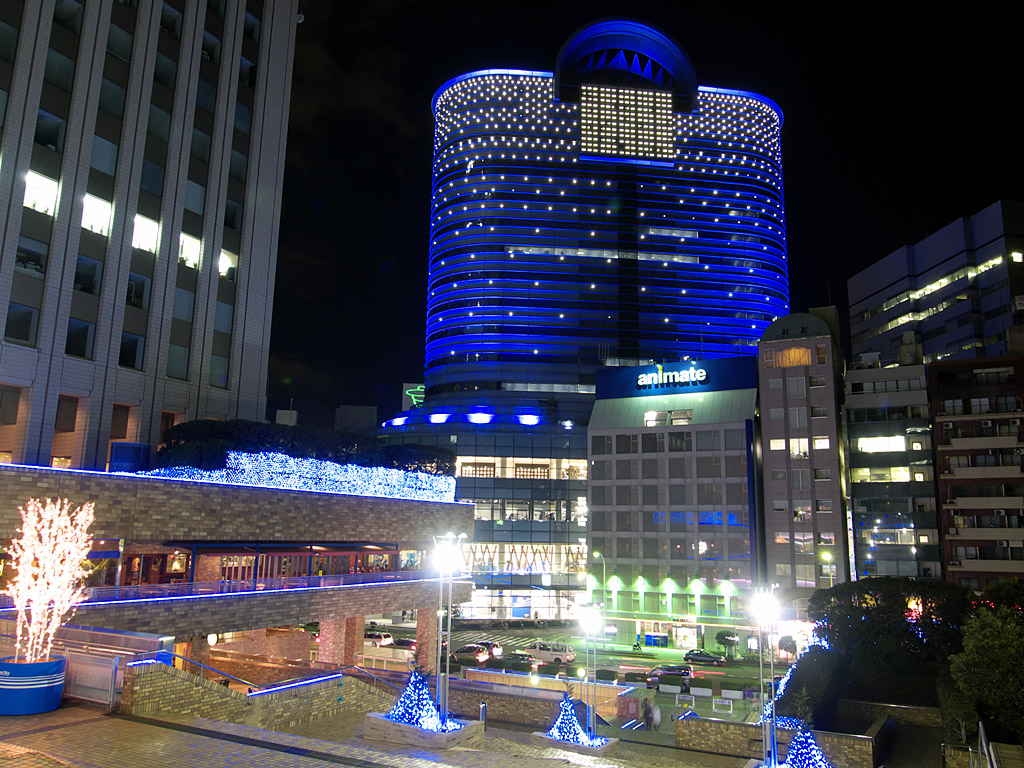
Toyota AMLUX Tokyo

Tại trung tâm của Ikebukuro là ga tàu và tàu điện ngầm, một khu đô thị khổng lồ được chia sẻ bởi các tuyến JR East, Tuyến Seibu Ikebukuro và Tuyến Tōbu Tōjō. Đây là một trong những trung tâm đi lại chính ở khu vực phía tây Yamanote của Tokyo. Ga Ikebukuro là ga bận rộn thứ ba ở Nhật Bản và trên thế giới.
Xung quanh nhà ga là các cửa hàng bách hóa của Seibu và Tōbu. Seibu (西武, Tây Võ), nằm ở cuối phía đông của nhà ga và Tōbu (東武, Đông Võ) nằm trên đầu phía tây. Phía đông nhà ga, trên địa điểm của nhà tù Sugamo, là tòa nhà Sunshine 60, là tòa nhà cao nhất châu Á tại thời điểm xây dựng.
Sunshine 60 chứa một trung tâm mua sắm lớn và nổi tiếng, nơi chứa nhiều điểm tham quan bao gồm hồ cá, Trung tâm Pokémon và quán cà phê mèo. Liền kề với Thành phố Ánh Dương, trên Meiji-Dori, là Tòa nhà Toyota Amlux, nơi trưng bày phòng trưng bày của Toyota. Đường Otome, một trung tâm văn hóa và khu mua sắm otaku dành cho anime và manga nhắm vào phụ nữ, nằm gần đó. Marui và Don Quijote cũng có các cửa hàng bách hóa trong khu vực. Nhà bán lẻ điện tử chính ở Ikebukuro là bic Camera. Có một khu vui chơi nhỏ nằm ở Nishi-Ikebukuro, tương tự như Kabukichō của Shinjuku.
Ngôi làng cổ Ikebukuro đứng ở phía tây bắc của nhà ga. Hầu hết các khu vực mà Ikebukuro hiện đại được xây dựng đã được lịch sử gọi là Sugamo. Trong thời kỳ Taishou và Shōwa, giá đất tương đối thấp đã thu hút các nghệ sĩ và công nhân nước ngoài, những người cho vay một bầu không khí mang tính quốc tế đối với Ikebukuro. Cho đến ngày 1 tháng 10 năm 1932 khi phường Toshima được thành lập, khu vực này là một đô thị độc lập của Ikebukuro- mura (村).
Các kanji cho Ikebukuro theo nghĩa đen có nghĩa là túi ao. Bên ngoài lối ra phía tây của nhà ga Ikebukuro gần lối vào Đường Fukutoshin là một tấm bảng nhỏ giải thích cách khu vực này từng có nhiều hồ, do đó có tên này.
Có một bức tượng nhỏ của một con cú nằm gần trung tâm thành phố tên là Ikefukurō-zō (け ふ く ろ 像), có nghĩa là bức tượng cú ao. Đây là một cách chơi chữ với nghĩa thay thế của "fukuro" là "cú" (mặc dù cú được phát âm bằng một từ "oh" cuối cùng, thay vì một chữ "o" ngắn trong từ "fukuro" cho túi). Bức tượng con cú đã trở thành một nơi gặp gỡ nổi tiếng dọc theo dòng của bức tượng Hachikou nằm bên ngoài ga Shibuya.

## Phố người Hoa
Ikebukuro là nơi sinh sống của nhiều người Hoa đến từ những năm 1980, dẫn đến một loạt các hàng hóa và dịch vụ của Trung Quốc được cung cấp trong huyện, rất phổ biến đối với khách du lịch quan tâm đến văn hóa Trung Quốc. Tuy nhiên, khu phố người Hoa Ikebukuro nhỏ hơn và ít dân cư hơn khu phố người Hoa của Yokohama.

## Giáo dục
Các trường tiểu học và trung học cơ sở công lập được điều hành bởi Toshima Ward. Các trường trung học công lập được điều hành bởi Ủy ban Giáo dục của Chính phủ Tokyo Metropolitan.
Các trường tiểu học công lập bao gồm:
- Trường tiểu học Ikebukuro (豊島区立池袋小学校?).[3]
- Trung học cơ sở và trung học phổ thông Rikkyo Ikebukuro, một trường trung học tư thục, nằm trong khu vực.